# عادل صادق (مخرج)
عادل صادق (25 أبريل 1934 - 29 مارس 2017)، مخرج مصري. حصل على البكالوريوس في الإخراج السينمائي والتلفزيوني من جامعة جنوب كاليفورنيا بالولايات المتحدة، ثم عمل كمساعد مخرج مع رمسيس نجيب. التحق بالتلفزيون عند إنشائه، وعمل كمراقب عام لأفلام التلفزيون، من أبرز أعماله (رحلة عذاب، الغفران، آسف لا يوجد حل، حساب السنين، الطاووس، ينابيع النهر).

## حياته الأسرية
تزوج من الممثلة زيزي البدراوي عام 1966 ولم يستمر زواجهما طويلًا حتى بدأت المشاكل ما عجل بطلاقهما. وفي عام 1969 تزوج من الممثلة الفلسطينية التي تعمل في الفن الخليجي «أسمهان توفيق» والتي أقامت معه في مصر وابتعدت عن الفن فترة زواجهما ولديه ابنته منها الممثلة وفاء صادق وبعدها تطلقا.